# The Strange Door
The Strange Door (bra O Tirano) é um filme estadunidense de 1951, dos gêneros terror e ficção histórica, dirigido por Joseph Pevney para a Universal Pictures, com roteiro de Jerry Sackheim baseado no conto "The Sire de Maletroit's Door", de Robert Louis Stevenson.
É conhecido também pelo título alternativo Robert Louis Stevenson's The Strange Door, como aparece nos créditos iniciais.

## Sinopse
Sire Alain de Maletroit busca vingança contra seu irmão, Edmond, por roubar seu amor de infância, que morreu ao dar à luz sua filha, Blanche. Alain prende Edmond por 20 anos, convence Blanche de que o pai está morto e planeja puni-la ainda mais, forçando-a a se casar com um nobre desonrado, Denis de Beaulieu, a quem ele engana e mantém prisioneiro. Alain provoca Edmond com a notícia do casamento, levando-o a ordenar a morte de Denis. Denis, porém, se redime e se apaixona por Blanche, que convence o servo Voltan a poupar sua vida e ajudá-lo a escapar. A tentativa falha quando seu aliado, o conde Grassin, é assassinado. Capturados e trancados em uma cela de pedra, enfrentam a morte enquanto uma roda d’água começa a esmagar as paredes. Voltan, mortalmente ferido, mata dois guardas, luta contra Alain e obtém a chave, finalmente empurrando Alain para a roda d’água e atrasando a execução. Com seu último suspiro, ele entrega a chave a Denis, permitindo que escapem. Denis e Blanche permanecem juntos, e Edmond remove a porta do château.

## Elenco
- Charles Laughton .... Alain de Maletroit
- Boris Karloff .... Voltan
- Sally Forrest .... Blanche de Maletroit
- Richard Stapley .... Denis de Beaulieu
- William Cottrell .... Corbeau
- Alan Napier .... Conde Grassin
- Morgan Farley .... Renville
- Paul Cavanagh .... Edmond de Maletroit
- Michael Pate .... Talon
- Charles Horvath .... Turec

## Sinopse
Na Inglaterra elisabetana vive o cruel e sádico Alain, o Senhor de Maletroit, que está em vingança contra seu irmão mais novo Edmond. Alain planeja casar a filha do irmão, sua sobrinha Blanche, com um homem que considera desprezível para que esse arruine a vida da moça, que amava outro. Mas o escolhido é Denis de Beaulieu, secretamente um nobre da Normandia. Quando percebe a situação de Blanche, Dennis resolve ajudá-la, contando ainda com o auxílio do servo assustador Voltan.